# Reginald Prentice
Reginald Ernest Prentice, baron Prentice (ur. 16 lipca 1923, zm. 18 stycznia 2001) – brytyjski polityk, minister w rządach Harolda Wilsona i Jamesa Callaghana, początkowo członek Partii Pracy, później Partii Konserwatywnej, jedyny czołowy polityk laburzystowski, który przeszedł do konserwatystów.

## Życiorys
Wykształcenie odebrał w Whitgift School w South Croydon w Londynie, a następnie w London School of Economics. Podczas II wojny światowej walczyła na froncie włoskim. W 1947 r. bez powodzenia startował w wyborach do rady okręgu Thornton Heath. Od 1949 r. zasiadał w radzie okręgu Whitehorse Manor. W 1950 r. został członkiem zarządu związku zawodowego pracowników transportu. W 1950 i ponownie w 1951 r. bez powodzenia startował w wyborach do Izby Gmin w okręgu Croydon North. W 1955 r. próbował swoich sił w okręgu Streatham, ale ponownie bez powodzenia.
Do parlamentu dostał się dopiero w 1957 r., wygrywając wyborczy uzupełniające w okręgu East Ham North. Po likwidacji tego okręgu w 1974 r. reprezentował okręg wyborczy Newham North East. Po wyborczym zwycięstwie laburzystów w 1964 r. został ministrem stanu w departamencie edukacji i nauki. W latach 1966–1967 był ministrem prac publicznych. W 1967 r. stanął na czele ministerstwa rozwoju zamorskiego. W 1969 r. był ministrem stanu ds. technologii. W 1974 r. został członkiem gabinetu jako minister edukacji i nauki. W 1975 r. został ministrem rozwoju zamorskiego. Na tym stanowisku pozostał do 1976 r.
W 1977 r. Prentice opuścił Partię Pracy w proteście przeciwko zdominowaniu jej przez skrajnie lewicowe skrzydło Tony’ego Benna. Wstąpił do Partii Konserwatywnej. W wyborach 1979 r. uzyskał mandat z okręgu Daventry. W latach 1979–1981 był ministrem stanu w ministerstwie zabezpieczenia socjalnego. W 1987 r. uzyskał tytuł szlachecki. W tym samym roku zrezygnował z miejsca w Izbie Gmin. W 1992 r. otrzymał dożywotni tytuł parowski barona Prentice i zasiadł w Izbie Lordów.
Zmarł w 2001 r. Miał żonę Joan i córkę Christine.